# Zugspitze
El Zugspitze es, con 2.962 metros, la montaña más alta de Alemania. Pertenece a los Alpes Calizos del Norte (en alemán: Nördliche Kalkalpen) y a los Montes de Mieming y del Wetterstein (Wettersteingebirge). El Zugspitze marca la frontera entre Alemania y Austria. Está localizada en la región de Grainau, distrito de Garmisch-Partenkirchen en el Estado libre de Baviera. En el lado austríaco se localiza en la villa de Ehrwald, distrito de Reutte en el estado del Tirol.
La montaña presenta una panorámica de 360° con vistas a más de 400 picos de cuatro países y una oferta de entretenimiento disponible todo el año. Aproximadamente 500 000 visitantes acuden anualmente al Zugspitze. En el Zugspitze se encuentra el refugio de montaña a mayor altura de Alemania.
Del lado austríaco es posible ascender con el Tiroler Zugspitzbahn. En el costado alemán hay un tren llamado Bayerische Zugspitzbahn que lleva a los turistas desde Garmisch-Partenkirchen hasta el pico de la montaña; también hay un teleférico que va desde la base de la montaña hasta la punta, compuesto por dos cabinas acristaladas con capacidad para 120 personas. La estructura tiene varios records mundiales ya que comprende la torre de acero para teleféricos más alta del mundo con 127 metros. Además salva el mayor desnivel del mundo en un solo tramo (1945 metros) y cubre el recorrido de cable libre más largo del mundo (3213 metros). La obra fue inaugurada en 2018 tras de 3 años de obras y más de €50 millones de inversión.

## Geología
Predomina la cal-Wetterstein (en alemán: Wettersteinkalk) del Triásico superior con algas marinas, las cuales se encuentran más que nada en lagunas planas de climas tropicales. El color de la roca varía entre gris-blanco y gris claro moteado.

## Ubicación y alrededores

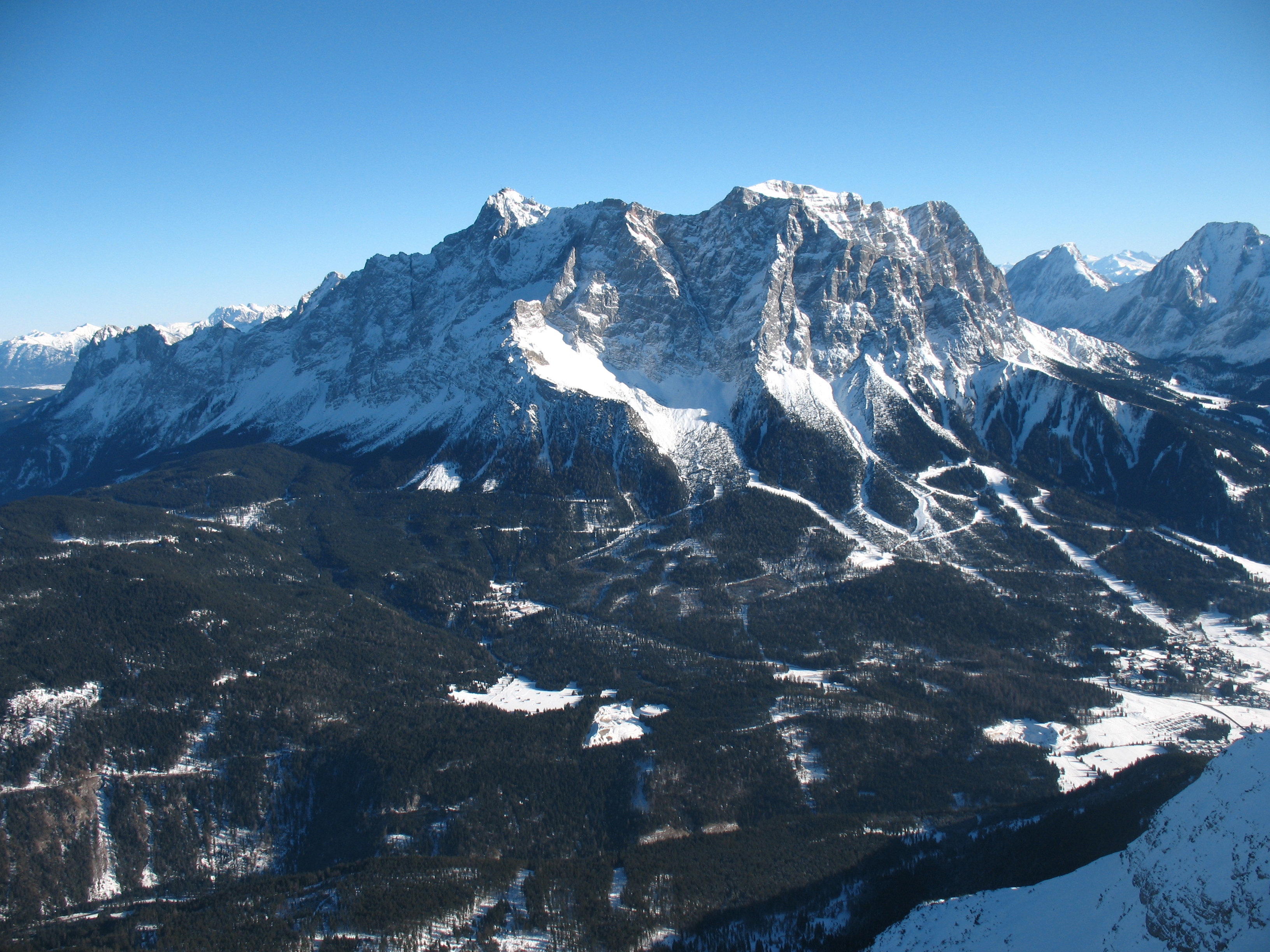
El macizo Zugspitze visto desde el oeste.

El Zugspitze es la cumbre mayor del macizo Zugspitze, al cual también pertenecen las cumbres Schneefernerkopf, Wetterspitzen y Gatterl. En el macizo se encuentran también el Schneeferner y el Höllentalferner, dos  glaciares alemanes.
Durante mucho tiempo se dudó de si la altura del Zugspitze era de 2.960 o 2.970 metros. La altura oficial actual es de 2962.06 metros y fue medida por la Oficina Estatal de Medición e Información Geológica de Baviera (en alemán: Bayerisches Landesamt für Vermessung und Geoinformation). Si se observa la montaña desde el lado austriaco, esta es 27 cm más alta debido a que en Austria se mide según el Mar Adriático (Triester Pegel) y en Alemania según el Nivel normal de Ámsterdam.

## Historia

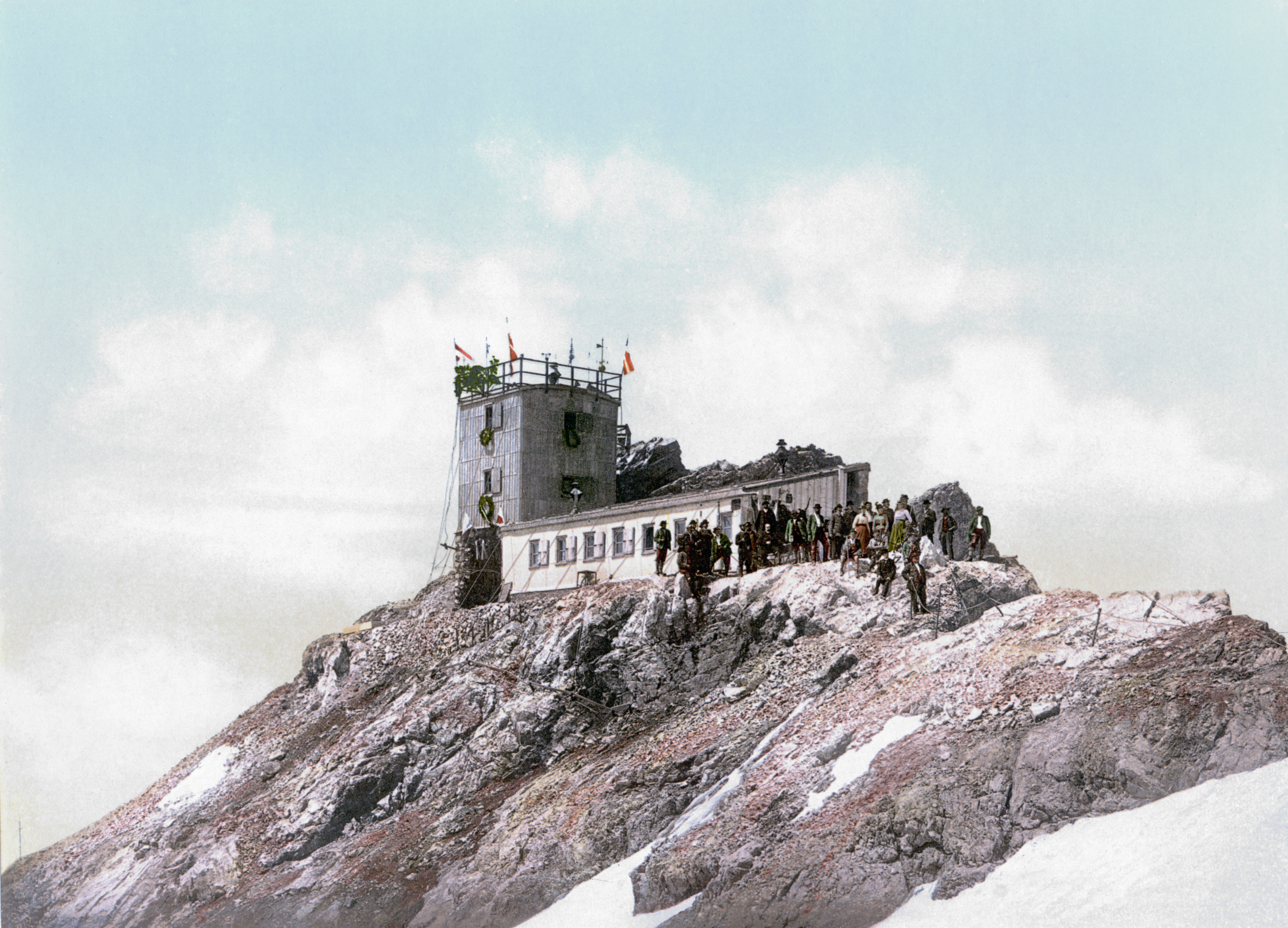
Inauguración del observatorio el 19 de julio de 1900.

La primera mención del Zugspitze se remonta a una descripción de 1590 de la frontera entre el Condado de Werdenfels y Austria. El nombre Zugspitze seguía siendo poco conocido doscientos años después, de tal manera que la guía turística "Reise-Atlas von Baiern" del 1796 no lo mencionaba siquiera. Como los lugareños vivían de la ganadería y el comercio de madera, la montaña no tenía importancia económica o turística.
Recién en el siglo XIX, con una expedición, comenzó el interés por el macizo. Esta partió el 7 de agosto de 1807 de Partenkirchen en dirección hacia la montaña. La formaban el conde François Gabriel Graf von Bray, el conde y botánico Kaspar Graf von Sternberg, el profesor Charles François Duval, y el general de brigada barón Reinhard Friedrich Freiherr von Werneck. Además fueron acompañados por doce guías y cargadores. La meta de la expedición era investigar el curso del río Partnach hasta su fuente y medir las diferencias de temperatura a lo largo de su cauce. Sin embargo, el informe del conde von Bray no menciona la montaña.
La cumbre del Zugspitze ha sido destruida hasta hacerla irreconocible. La cumbre occidental fue dinamitada en la Segunda Guerra Mundial. La cumbre del medio (en alemán: Mittelgipfel) fue asimismo dinamitada a raíz de la construcción del teleférico en 1931. Hoy en día es tan solo posible distinguir la cumbre oriental con su cruz dorada en la cima.

### Primera ascensión

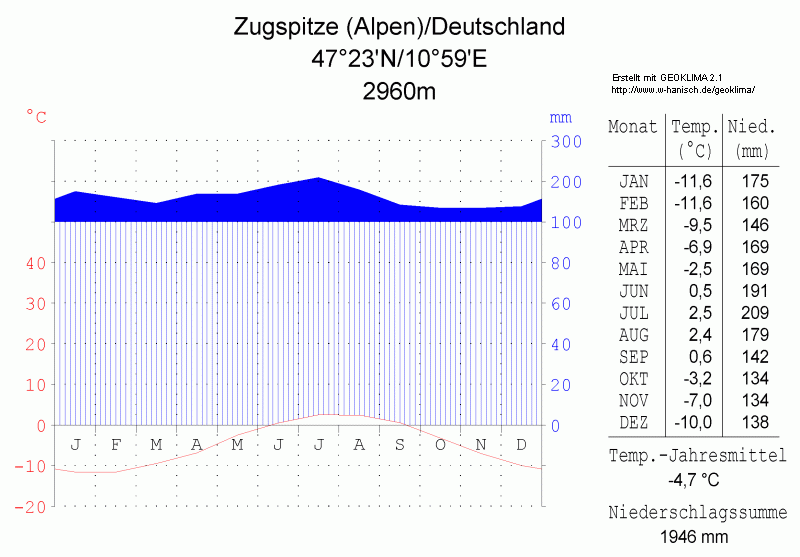
Diagrama climático de la Zugspitze.

La primera persona en llegar a la cumbre fue el subteniente Josef Naus, quien ascendió por encargo del Real Instituto Topográfico Bávaro (en alemán: Königlich Bairisches Topographisches Bureau). Lo acompañaron el ayudante de medición Maier y el guía Johann Georg Deutschl. Es así que el 27 de agosto de 1820 pasó a la historia como la primera mención de una persona en la cumbre occidental del Zugspitze. Sin embargo se asume debido a material cartográfico de 1770 que la cumbre ya había sido ascendida anteriormente por algunos lugareños.
La primera mujer en alcanzar la cumbre fue Karoline Pitzner en 1853.
La primera ascensión en invierno fue realizada el 7 de enero de 1882 por Ferdinand Kilger, Josef Zametzer, Heinrich Zametzer y Heinrich Schwaiger.

### Estación meteorológica
En 1898 comenzó el comerciante Adolf Wenz con la planificación de un observatorio meteorológico en la cima del Zugspitze. La construcción de dicho observatorio empezó en julio de 1899 y el 19 de julio de 1900 fue traspasado al Real Gobierno Bávaro. El primer observador en la nueva estación meteorológica fue el meteorólogo y alpinista Josef Enzensperger, quien también fue la primera persona en pasar el invierno en la cumbre. La estación es hoy dirigida por el Servicio Meteorológico Alemán (en alemán: Deutscher Wetterdienst) y aún se realizan observaciones climáticas.